# Prvenstvo Splitskog nogometnog podsaveza 1958./59.
Prvenstvo Splitskog nogometnog podsaveza (također i kao Prvenstvo Dalmatinske zone) je u sezoni 1958./59. predstavljalo ligu trećeg ranga nogometmog prvenstva Jugoslavije. 
 
Sudjelovalo je 12 klubova, a ligu je osvojio "Jadran" iz Kaštel Sućurca.

## Ljestvica
| Poredak | Klub                  | Utakmica | Pobjeda | Neodlučeno | Poraza | Postigli golova | Primili golova | Gol-razlika | Bodova |
| ------- | --------------------- | -------- | ------- | ---------- | ------ | --------------- | -------------- | ----------- | ------ |
| 1.      | Jadran Kaštel Sućurac | 22       | 13      | 8          | 1      | 57              | 21             | +36         | 34     |
| 2.      | Junak Sinj            | 22       | 10      | 7          | 5      | 41              | 33             | +8          | 27     |
| 3.      | Slaven Trogir         | 22       | 10      | 5          | 7      | 48              | 43             | +5          | 25     |
| 4.      | Orkan Dugi Rat        | 22       | 8       | 8          | 6      | 37              | 38             | –1          | 24     |
| 5.      | Dalmatinac Split      | 22       | 9       | 6          | 7      | 46              | 48             | –2          | 24     |
| 6.      | Zmaj Makarska         | 22       | 7       | 8          | 7      | 37              | 44             | –7          | 22     |
| 7.      | Solin                 | 22       | 8       | 5          | 9      | 40              | 34             | +6          | 21     |
| 8       | Val Kaštel Stari      | 22       | 7       | 6          | 9      | 35              | 36             | –1          | 20     |
| 9.      | Rudar Siverić         | 22       | 8       | 4          | 10     | 48              | 55             | –7          | 20     |
| 10.     | Metalac Zadar         | 22       | 7       | 5          | 10     | 47              | 47             | 0           | 19     |
| 11.     | Zadar                 | 22       | 3       | 11         | 8      | 21              | 37             | –16         | 17     |
| 12.     | Tekstilac Sinj        | 22       | 3       | 5          | 14     | 26              | 46             | –20         | 11     |

## Rezultatska križaljka
| kratica | klub                  | DAL | JAD | JUN | MET | ORK | RUD | SLA | SOL | TEK | VAL | ZAD | ZMAJ |
| --- | --------------------- | --- | --- | --- | --- | --- | --- | --- | --- | --- | --- | --- | ---- |
| DAL | Dalmatinac Split      |     |     |     |     |     |     |     |     |     |     |     |      |
| JAD | Jadran Kaštel Sućurac |     |     |     |     |     |     |     |     |     |     |     |      |
| JUN | Junak Sinj            |     |     |     |     |     |     |     |     |     |     |     |      |
| MET | Metalac Zadar         |     |     |     |     |     |     |     |     |     |     |     |      |
| ORK | Orkan Dugi Rat        |     |     |     |     |     |     |     |     |     |     |     |      |
| RUD | Rudar Siverić         |     |     |     |     |     |     |     |     |     |     |     |      |
| SLA | Slaven Trogir         |     |     |     |     |     |     |     |     |     |     |     |      |
| SOL | Solin                 |     |     |     |     |     |     |     |     |     |     |     |      |
| TEK | Tekstilac Sinj        |     |     |     |     |     |     |     |     |     |     |     |      |
| VAL | Val Kaštel Stari      |     |     |     |     |     |     |     |     |     |     |     |      |
| ZAD | Zadar                 |     |     |     |     |     |     |     |     |     |     |     |      |
| ZMAJ | Zmaj Makarska         |     |     |     |     |     |     |     |     |     |     |     |      |
| |                       |     |     |     |     |     |     |     |     |     |     |     |      |
| podebljan rezultat – utakmice od 1. do 11. kola (1. utakmica između klubova) rezultat normalne debljine – utakmice od 12. do 22. kola (2. utakmica između klubova) rezultat nakošen – nije vidljiv redoslijed odigravanja međusobnih utakmica iz dostupnih izvora rezultat nakošen i smanjen * – iz dostupnih izvora nije uočljiv domaćin susreta prekrižen rezultat – poništena ili brisana utakmica p – utakmica prekinuta 3:0 p.f. / 0:3 p.f. – rezultat 3:0 bez borbe |                       |     |     |     |     |     |     |     |     |     |     |     |      |

 Izvori: 

## Poveznice
- Grupno prvenstvo Splitskog nogometnog podsaveza 1958./59.
- III. A zona prvenstva Hrvatske 1958./59.
- III. B zona prvenstva Hrvatske 1958./59.
- Zona Karlovac – Sisak 1958./59.
- Slavonska zona 1958./59.
- Zagrebačka zona 1958./59.